# Стивен, Тревор
Тревор Стивен (англ. Trevor Steven, род. 21 сентября 1963 года, Берик-апон-Туид, Англия) — английский футболист. Наиболее известен по выступлениям за клубы «Эвертон» и «Рейнджерс», а также национальную сборную Англии.
Обладатель Кубка Англии, двукратный чемпион Англии, четырёхкратный обладатель Суперкубка Англии, обладатель Кубка кубков УЕФА, семикратный чемпион Шотландии, двукратный обладатель Кубка Шотландии и Чемпион Франции.

## Биография
В профессиональном футболе дебютировал в 1980 году выступлениями за команду клуба «Бернли», в котором провёл три сезона, приняв участие в 74 матчах чемпионата.
Своей игрой за эту команду привлёк внимание представителей тренерского штаба клуба «Эвертон», в состав которого присоединился в 1983 году. Сыграл за клуб из Ливерпуля следующие шесть сезонов своей игровой карьеры. Большую часть времени, проведённого в составе «Эвертона», был основным игроком команды. В составе «Эвертона» становился обладателем Кубка Англии, дважды чемпионом Англии, четырежды обладателем Суперкубка Англии и обладателем Кубка кубков УЕФА.
Впоследствии с 1989 по 1992 год играл в составе таких команд как «Рейнджерс» и марсельский «Олимпик». За это время добавил к списку своих трофеев два титула чемпиона Шотландии, также становился чемпионом Франции.
В 1992 году вернулся в «Рейнджерс», за который отыграл 5 сезонов. В составе «Рейнджерс» становился пятикратным чемпионом Шотландии. Завершил профессиональную карьеру футболиста в этом же клубе в 1997 году.
В 1985 году дебютировал в официальных матчах в составе сборной Англии. На протяжении карьеры в национальной команде, которая длилась 8 лет, в форме главной команды страны провёл 36 матчей, забив 4 гола.
В составе сборной был участником чемпионата мира 1986 года в Мексике, чемпионата Европы 1988 года в ФРГ, чемпионата мира 1990 года в Италии, чемпионата Европы 1992 в Швеции.

## Достижения
«Эвертон»
- Обладатель Кубка Англии: 1983/84
- Чемпион Англии (2): 1984/85, 1986/87
- Обладатель Суперкубка Англии (4): 1984, 1985, 1986, 1987
- Победитель Кубка обладателей кубков УЕФА: 1984/85

«Рейнджерс»
- Чемпион Шотландии (7): 1989/90, 1990/91, 1992/93, 1993/94, 1994/95, 1995/96, 1996/97
- Обладатель Кубка шотландской лиги (4): 1988/89, 1990/91, 1992/93, 1993/94
- Обладатель Кубка Шотландии (2): 1992/93, 1995/96

«Олимпик Марсель»
- Чемпион Франции: 1991/92